# Notre-Dame de Lorette (Arts)

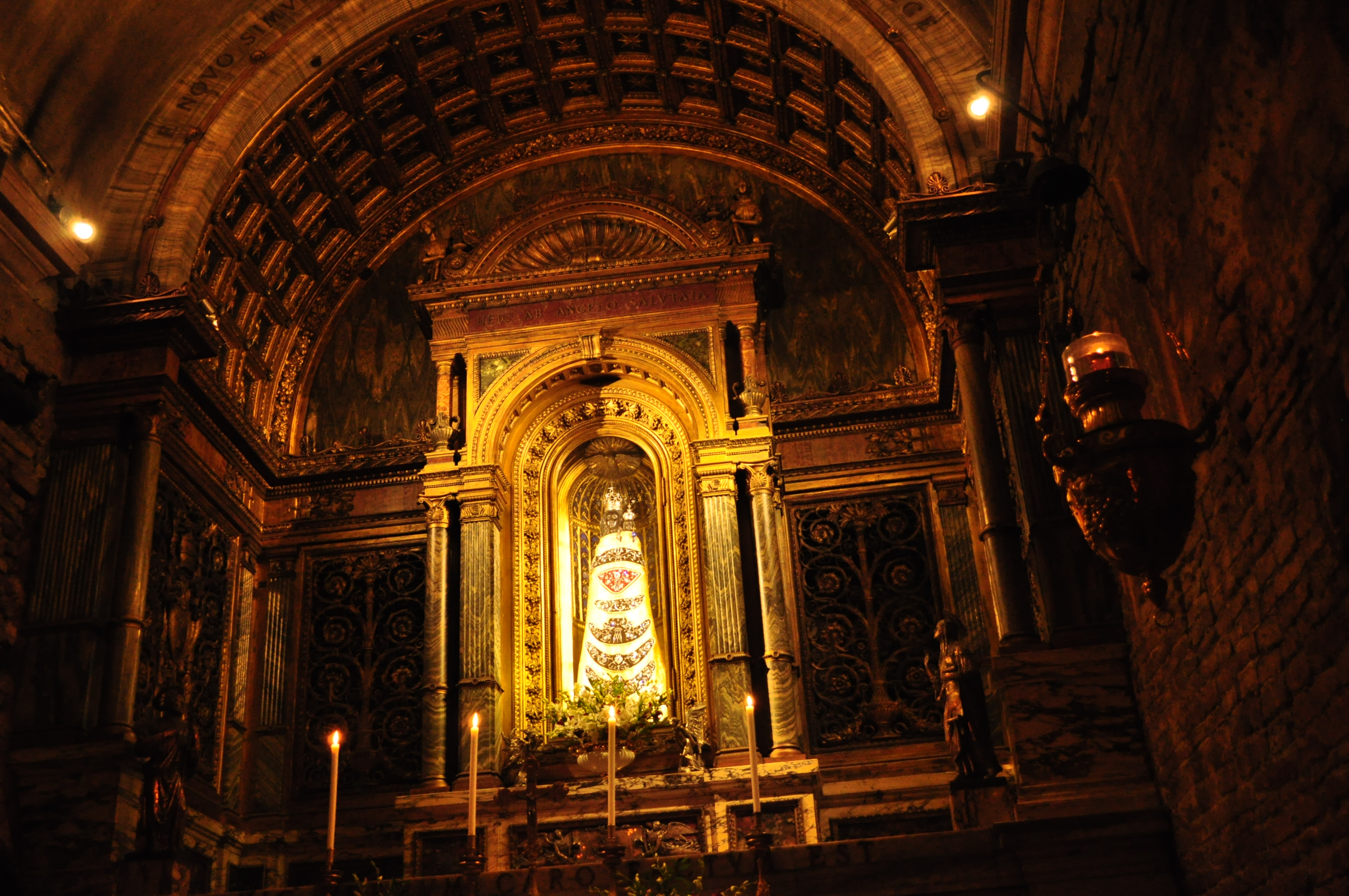
L'image mariale vénérée de Notre-Dame de Lorette à Loreto dans les Marches italiennes confisquée par les troupes napoléoniennes, brûlée par un attentat anarchiste puis par un incendie. Le bois utilisé pour la statue actuelle est du Cèdre du Liban provenant des jardins du Vatican.

Notre-Dame de Lorette est le nom sous lequel la Vierge à l'Enfant est vénérée par les chrétiens lorsqu’il est fait référence à la Sainte Maison de Lorette (couramment nommée La Santa Casa en italien, ou Holy House en anglais), maison supposée réelle où les fidèles croient que Jésus-Christ fut conçu par le Saint-Esprit en la Vierge Marie. Sa fête a été fixée au 10 décembre.
Rapportée de Terre sainte aux environs d'avril 1291, la relique de la Sainte Maison est vénérée dans la ville de Loreto, en province d'Ancône, dans la région des Marches, en Italie centrale.
Mozart, Caravage, Raphaël, Tiepolo, Le Pérugin font partie des nombreux artistes ayant traité du sujet de la Madone de Lorette qui évoque donc un type de représentation de la Vierge à l'Enfant qui est associée à la Sainte Maison de Lorette, et ce, dans les différents arts.
Les œuvres d'art s’y référant portent le plus souvent en langue française l’un des titres suivant : 
- Litaniae Lauretanae (Litanies de Lorette)
- Madone de Lorette (Madonna di Loreto)
- Vierge de Lorette
- Transport de la sainte Maison de Lorette (transporto della Santa Casa di Loreto)
- Translation de la sainte Maison de Lorette (Traslazione della Santa Casa di Loreto)
- Miracle de la sainte Maison de Lorette (Miracolo della Santa Casa di Loreto)

## Musique
- Wolfgang Amadeus Mozart a entrepris la visite de la Santa Casa de Loreto en juillet 1770, ce qui lui inspira la composition des Litaniae Lauretanae KV109 en mai 1771 et des Litaniae Lauretanae K195 en mars 1772.
- Johann Simon Mayr, Jan Dismas Zelenka, Johann Stamitz Johann Adolph Hasse et Karl Ditters von Dittersdorf ont composé des litanies lauretaines, et Charpentier , Poulenc, Tomas Luis de Vitoria, Paul Damance, Henri Du Mont, Charles d'Ambleville ) des litanies pour la Vierge ou la Vierge noire.
- Missa Lauretana de Giovanni Legrenzi

## Peinture et Architecture

### Représentations de la Madone de Lorette dans la peinture
Dans le seul champ de la peinture, Olivier Maceratesi a recensé plus de deux cents représentations de la Madone de Lorette, fresques et tableaux qu’il a classifié selon trois catégories :
- Les Madonne Maestose (MM), déclinaison représentationnelle de style Roman-byzantin et gothique-byzantin se déployant entre la fin du XIIIe jusqu'au XVe siècle. La Madone est généralement représentée sous un dais à colonnes tenues par des anges. (ex. ci-dessous : la peinture d'Angiolillo Arcuccio) - La fresque murale étant la technique privilégiée.
- Les Madone Ecclesiastiche (ME), dont la représentation se fonde sur le récit légendaire de Pier Giorgio Tolomei qui s’étendent sur une période allant de la Renaissance (1472) au Rococo (1743). Les peintres de renom comme Annibale Caracci (le Carrache) en 1605, Pietro Testa en 1633, Domenico Fiasella en 1643 ou Tiepolo, ont représenté la Vierge de Lorette selon ce récit légendaire. La Madone y est représentée assise sur une maison portée par des anges.
- Enfin les Madone Realistiche (MR), souvent l’œuvre des grands peintres tels le Pérugin en 1507, Raphaël en 1510, Le Caravage en 1604, auxquels l’on peut ajouter Francisco Zurbaran qui a peint autour de 1640 le Christ et la Vierge dans la maison de Nazareth. La Madone de Lorette est alors représentée comme une femme commune, ses attributs sont alors réduits voire effacés.
- À ces trois catégories, peut aussi s'ajouter celle témoignant d'une pratique plus idolâtre de la Madone de Lorette représentée par sa statue-même, à l'instar de la peinture de Giuseppe Ghezzi, ci-dessous)

#### Liste des Peintres ayant réalisé une oeuvre picturale sur le thème de laMadone de Lorette
(voir Liste d'oeuvres représentant la Madone de Lorette)
Raphaël ; Le Perugin ; Le Caravage ; Annibale Carracci ; Le Guerchin ; Giambattista Tiepolo ; Jean-François Millet ; Francesco Gessi ; Giovanni  Angelo Canini ; Angiolillo Arcuccio ; Lorenzo d'Alessandro ; Nicola Filotesio dit Cola dell’Amatrice ; Guglielmo da Montenegrino ; Andrea de Litio ; Maestro di Staffolo ; Giovan Battista Rositi ; Marco Palmezzano (attrib.) ; Vincenzo Pagani ; il Trevisano ou le Padovano ; Francesco di Paolo da Montereale ; Saturnino Gatti ; Niccolo Paganelli ; Pompea Cesura ; Tomasino da Mortara ; Giovanni Marinoni ; Maestro di Fiastra ; Pascual Gonzali da Gandino, Sebastiano Ghezzi ; D.Hendricksz ; Gandolfino d’Asti ; Francesco Menzocchi ; Maestro di Ozieri ; Fabrizio Santafede ; Giovanni Paolo Agostini ; Nicolas Cordonnier (ou maître de la légende de la Santa Casa) ; Antonio et Giovanni Gentile d’Alessandro ; Raffaellino del Colle ; Orazio Samacchini ; Bernardo Campi ;  Girolamo Cialdieri ; Giovanni Francesco Gessi ; Giovanni Andrea Torelli ; Annibale Castelli ; Prospero Rabaglio ; Grassi Gabriele di Luca ; B. Vandoni ; Giovanni Barbiani ; Carlo Bononi ; Andrea Sacchi ;  Enea Salmeggia ; Francesco Ruschi ; S.Vercellesi ; Pietro Montanini  (dit Pietruccio Perugino) ; Joseph Heintz le jeune ; Pietro Antonio di Pietri ; Domenico Fiasella ; Girolamo Cialdieri ; Benedetto Brunetti ; Antonio Liozzi ; Tommaso di Piero ; Pietro Testa ; M.Tucciarrelli ; Bartolomeo Celli ; Ludovico Mazzanti ; Mattia Preti ; Le Fasolilli ; Giuseppe Brancaleone Soleri ; Giuseppe Ghezzi ;;  Gasparantonio Baroni ; Elisabetta Sirani ;  Giovanni Battista Olivieri ; Mercurio Carlo ; ; Ciriaco et Stanislao Brunetti ; Nicola Peccheneda ; Filippo Ricci ; Francesco Carella ; Cristoforo Unterperger ; Valentino Rovisi di Moena ; Felice Torelli ; Francesco Foschi ; Giacomo Foschi ; Giambattista Canal ; Pierre-Claude-François Delorme ; Umberto Marigliani ; Andrea Lilli...
- Giambattista Tiepolo  représente, entre 1743 et 1745, le transport de la maison dans un tableau ovale conservé à la Gallerie dell'Accademia de Venise[3]. Travail préparatoire à sa fresque la plus monumentale et peut-être la plus géniale, celle du Transport de la sainte Maison pour le plafond de l’église Santa Maria di Nazareth de Venise. Cette dernière sera détruite dans la nuit du 27 octobre 1915 par une bombe de l’aviation autrichienne, et remplacée en 1934 par une œuvre d’Ettore Tito : La proclamation de la maternité de la Vierge au concile d’Éphèse.

### Liste de quelques artistes ayant oeuvré dans la Basilique de Lorette
Bramante, Piero della Francesca, Domenico Veneziano, Melozzo da Forli, Luca Signorelli, Giuliano da Sangallo, Antonio da Sangallo le Jeune, Francesco da Sangallo, Giuliano da Maiano, Benedetto da Maiano, Francesco di Giorgio Martini, Raniero Nerucci, Antonio di Bernardino Calcagni, Baccio Bandinelli, les architectes Baccio Pontelli , Giovanni Boccalini da Carpi, Giuliano Giamberti, Lattanzio Ventura, GiamBattista Cavagni, Giovanni Branca, les frères sculpteurs Calcagni.

## Remarques
- Des répliques de la Sainte Maison et des édifices religieux en l’honneur de la Madone de Lorette ont été édifiés un peu partout en Italie, mais aussi en Europe. Lorette est une Ville de la Loire, Loretto, une Ville d’Autriche, Loreto est le canton de la province d’Orellana en Équateur et un département du Pérou. L’Ancienne-Lorette, une Ville du Québec, Loretto est un Borough du comté de Cambria en Pennsylvanie aux États-Unis, toutes ses régions, villes ou district ont un lien étroit avec le rayonnement historique de la Santa Casa dans le monde.

- En février 1797, les troupes napoléoniennes dérobent la statue et les reliques de la Madone de Lorette exposées à l’intérieur de la Santa Casa. À la suite dudit Traité de Tolentino, Un grand nombre des statues en argent du trésor de la Santa Casa sont fondues, des tableaux envoyés à Paris. Une partie des biens dont la statue de la Madone elle-même sera restituée au Vatican en 1801, mais des peintures du Titien, de Bellini, de Guido Reni, de Carracci, Barocci, le Corrège, Andrea del Sarto n’ont jamais regagné la Basilique. Ni même les reliques de la Sainte Vierge, brisées lors du trajet et que Napoléon aurait donné négligemment à Joséphine comme preuve accablante d'une superstition populaire indigne des Lumières.
- Au tout début du XIXe siècle, des peintres du mouvement nazaréen réalisent les fresques de plusieurs chapelles de la Basilique de la Santa Casa.
- La Santa Casa est victime d'un incendie le 22 février 1921. La statue de la Madone est détruite ainsi qu'une grande partie des fresques du XIIIe siècle à l’intérieur de la Santa Casa.
- La nuit du 5 au 6 juillet 1944, à 3h45, la Coupole de Giuliano da Maiano et Giuliano de Sangallo est bombardée, le cycle pictural interne de la coupole peint par Cesare Maccari qui avait remplacé les fresques de Cristoforo Roncalli dit le Pomarancio déjà détruites au XIXe siècle, est détruit. Elle est restaurée les années suivantes.

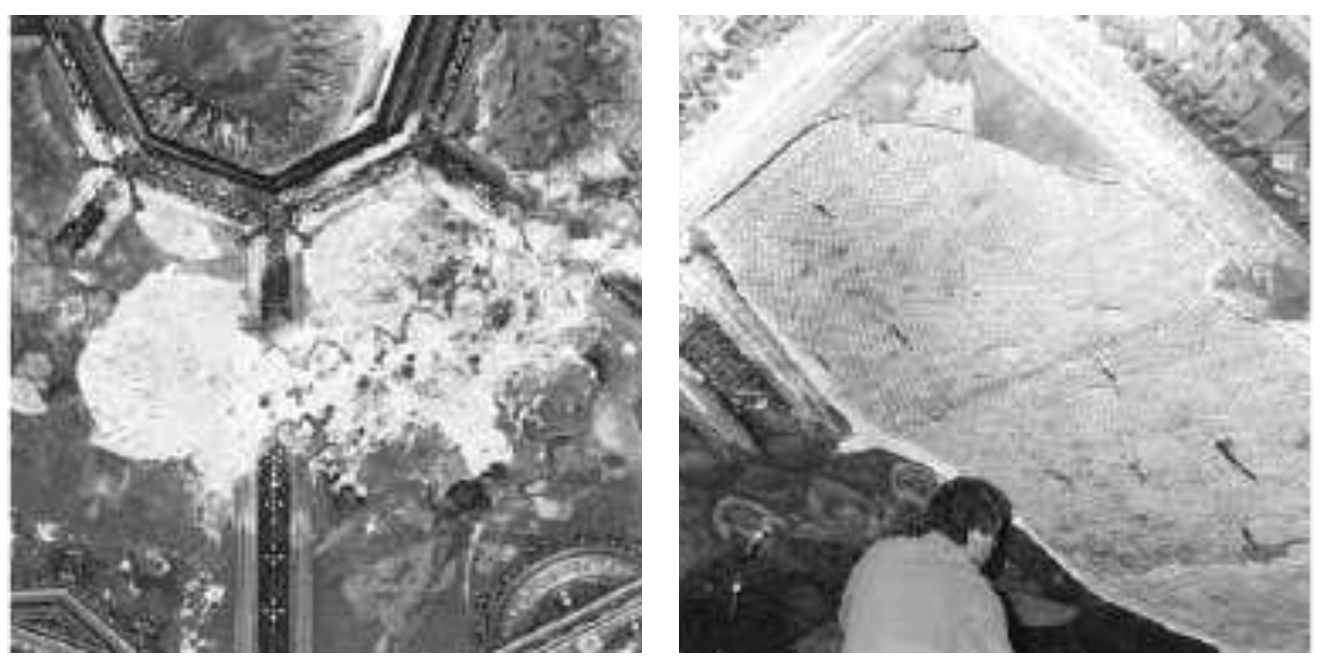
Destruction des fresques du Cesare Maccari, à l'intérieur de la coupole de Loreto.

- À l’occasion du Jubilé de l’an 2000, la basilique inférieure ou crypte des Saints Pèlerins, sous la Santa Casa a été remise à jour. La croix processionnelle a été créée par Valeriano Trubbiani et donnée par l’Ordre équestre du Saint Sépulcre de Jérusalem. La porte d’entrée où est représentée l’Annonciation à portes fermées, le Transport de la Sainte Maison et la Vierge lauréate à portes ouvertes, est l’œuvre de Massimo Aranci.
- Durant l’année 2019-2020, la coupole a fait l’objet d’une campagne de restauration, tant intérieure qu’extérieure.
- En la solennité de la Toussaint, la ville de Lorette (Loreto) est en fête pour l’indiction solennelle de l’Année jubilaire, qui s'est tenue du 8 décembre 2019 au 10 décembre 2021. Le Jubilé de Lorette fut initié à l'occasion du centième anniversaire de la proclamation par Benoît XV de Notre-Dame de Lorette comme patronne de tous les aviateurs.

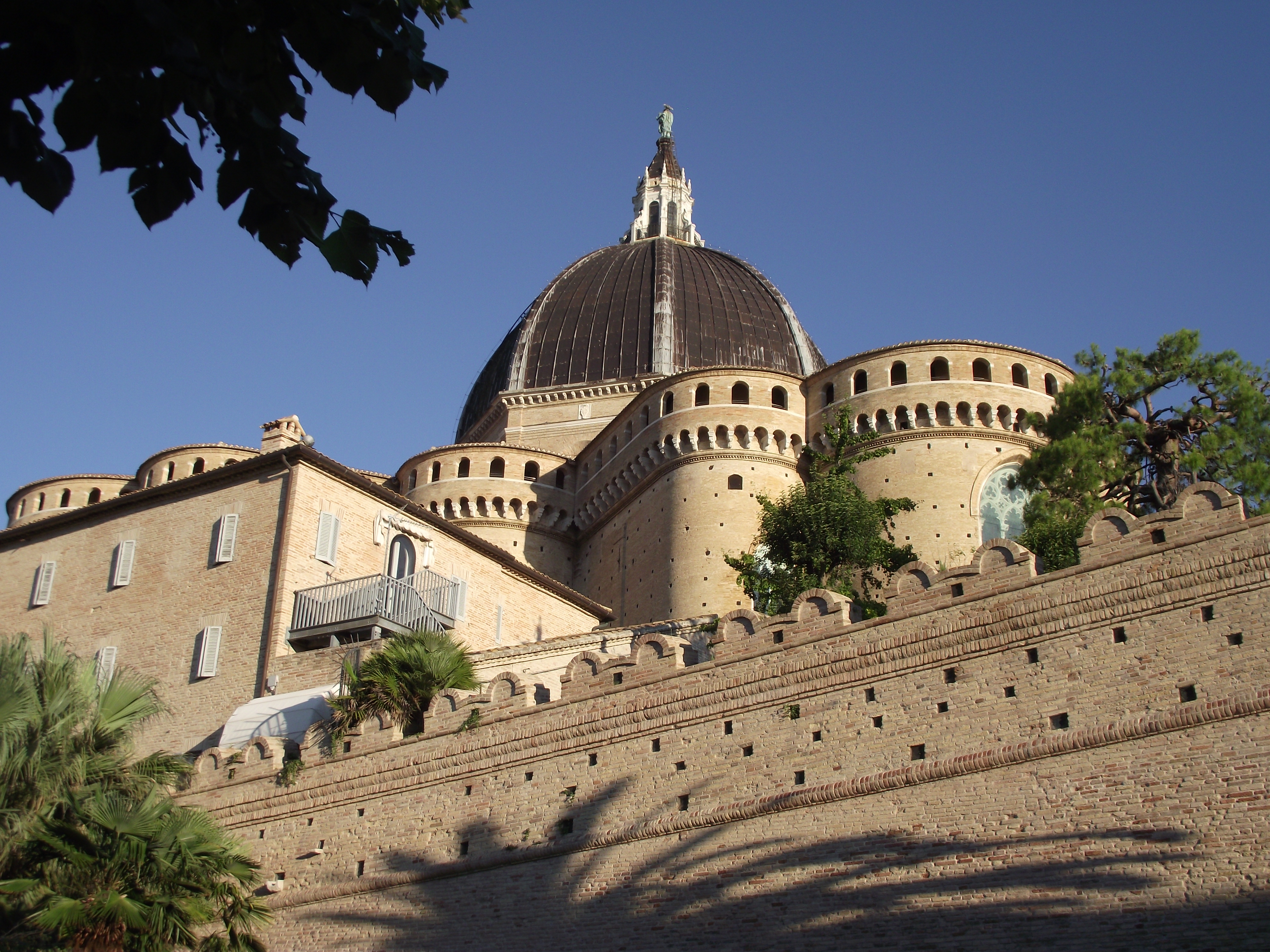
Remparts de Loreto.
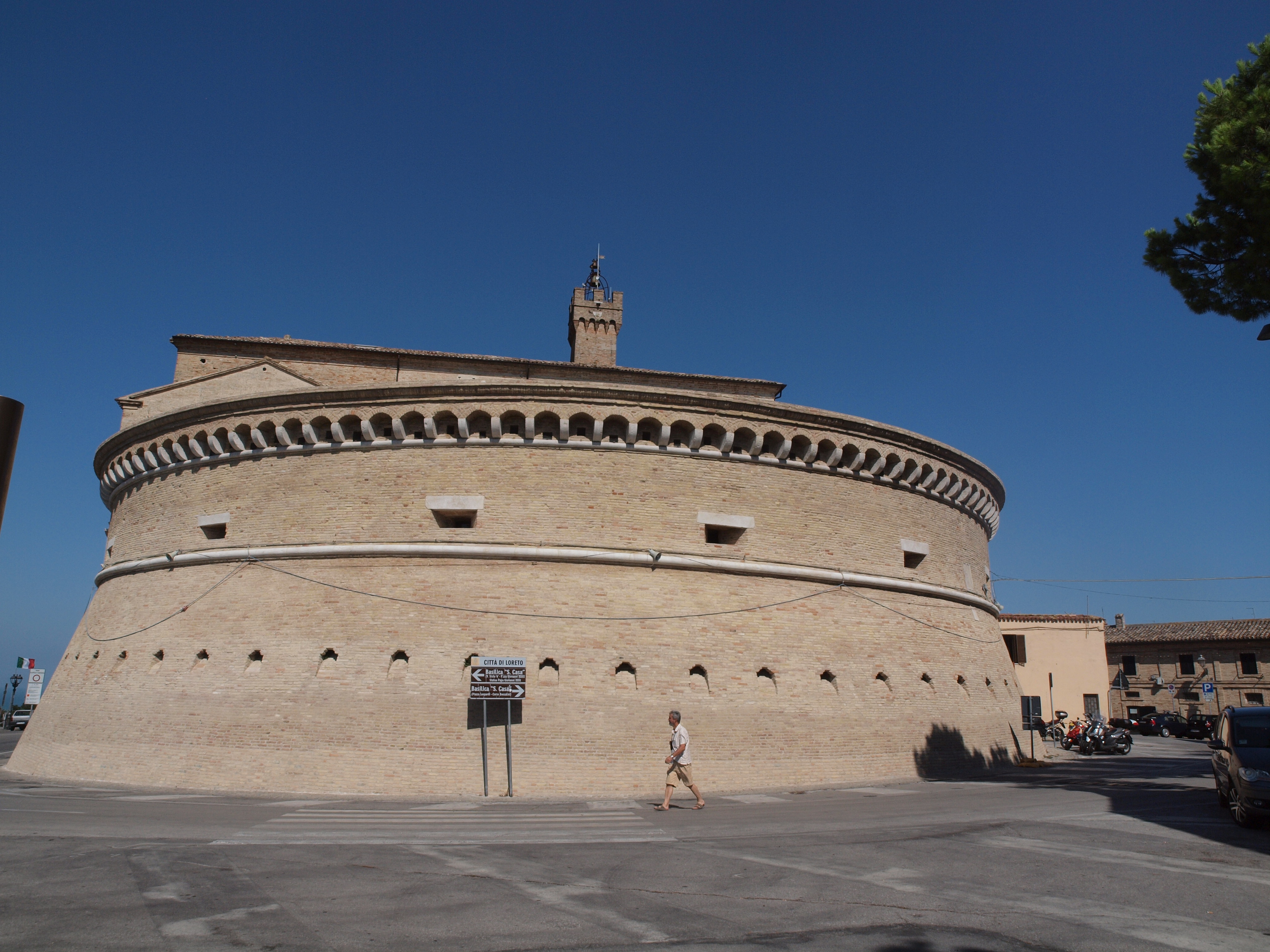
Bastion.
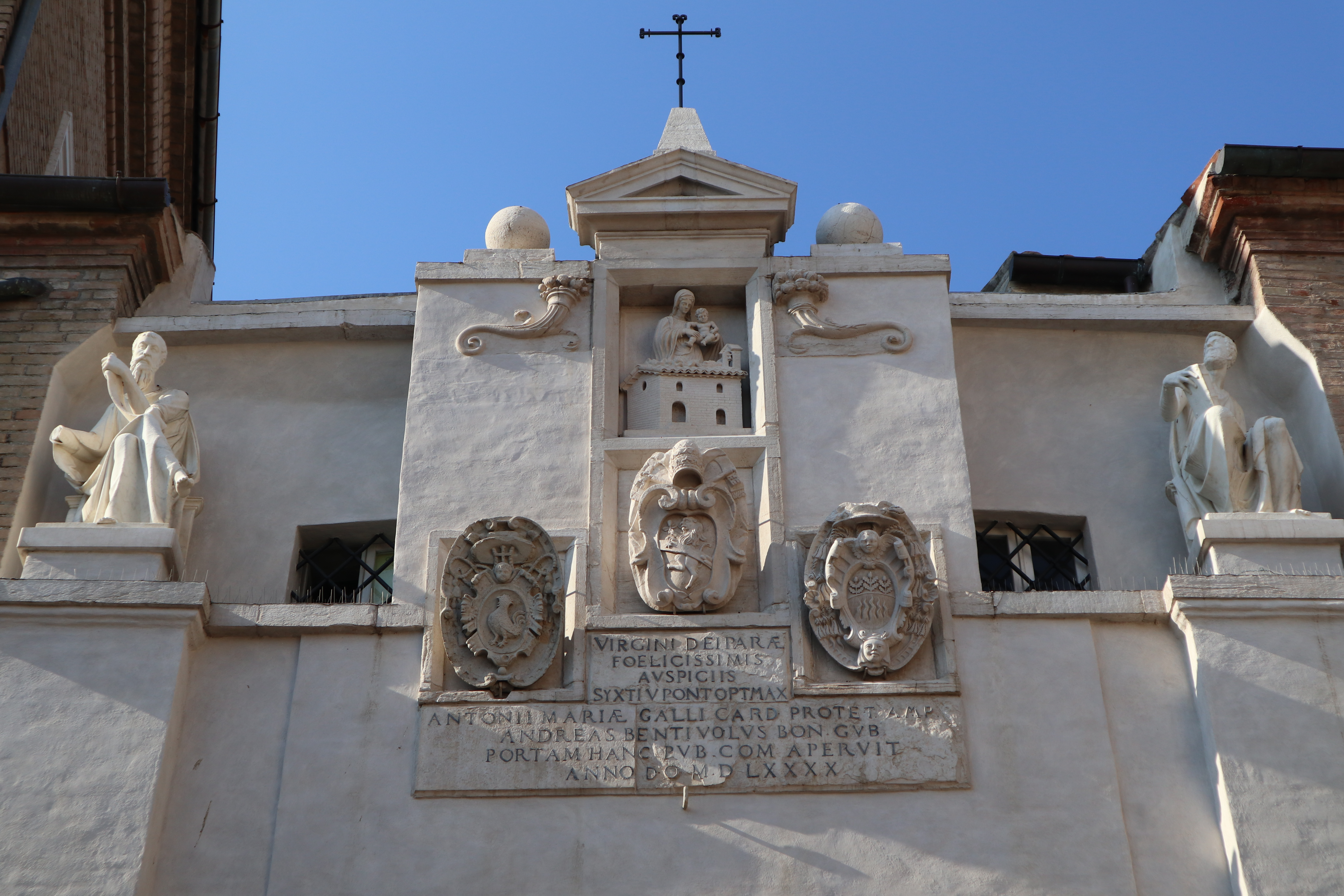
Porta Romana.
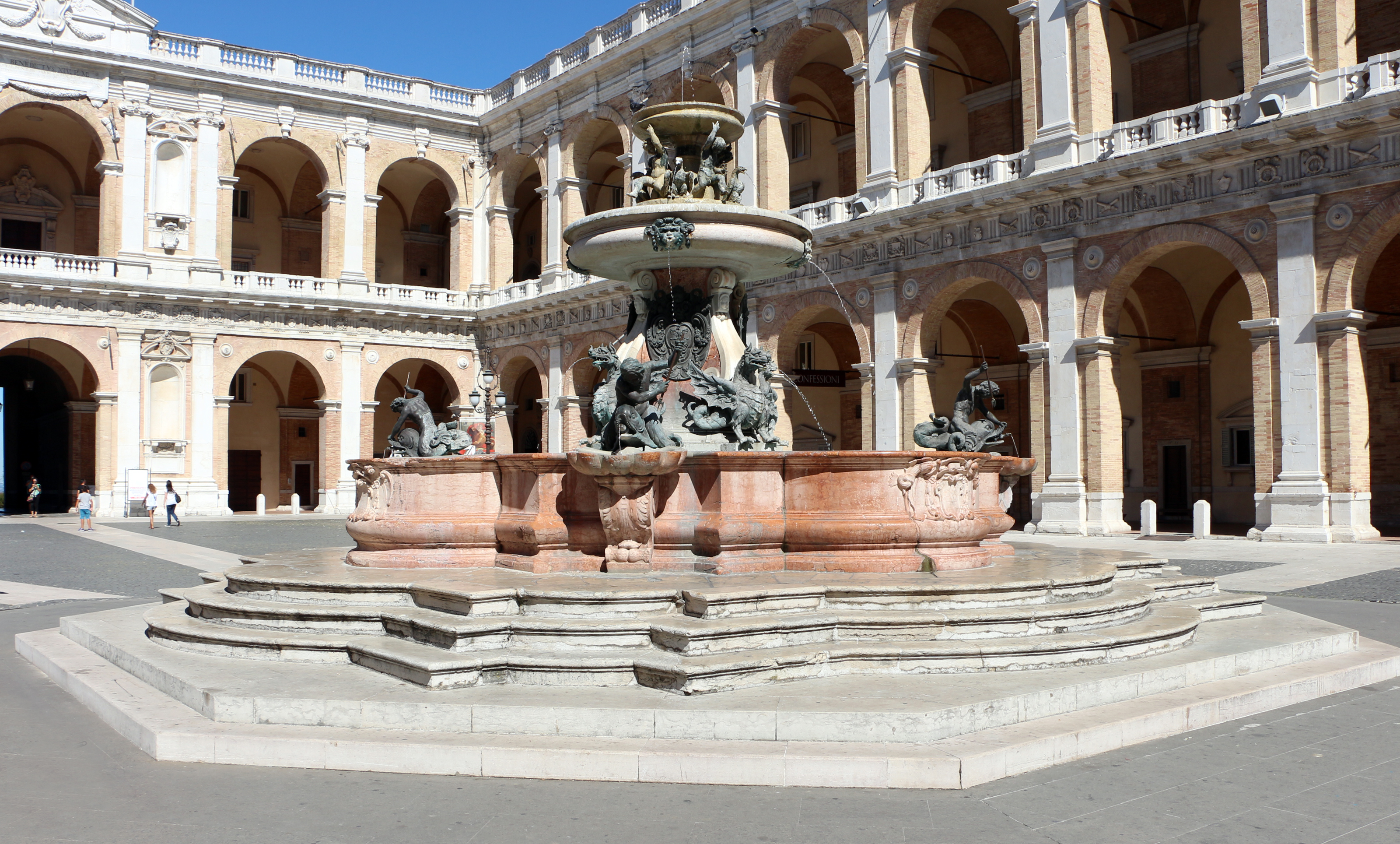
Fontaine des pèlerins de Carlo Maderno.
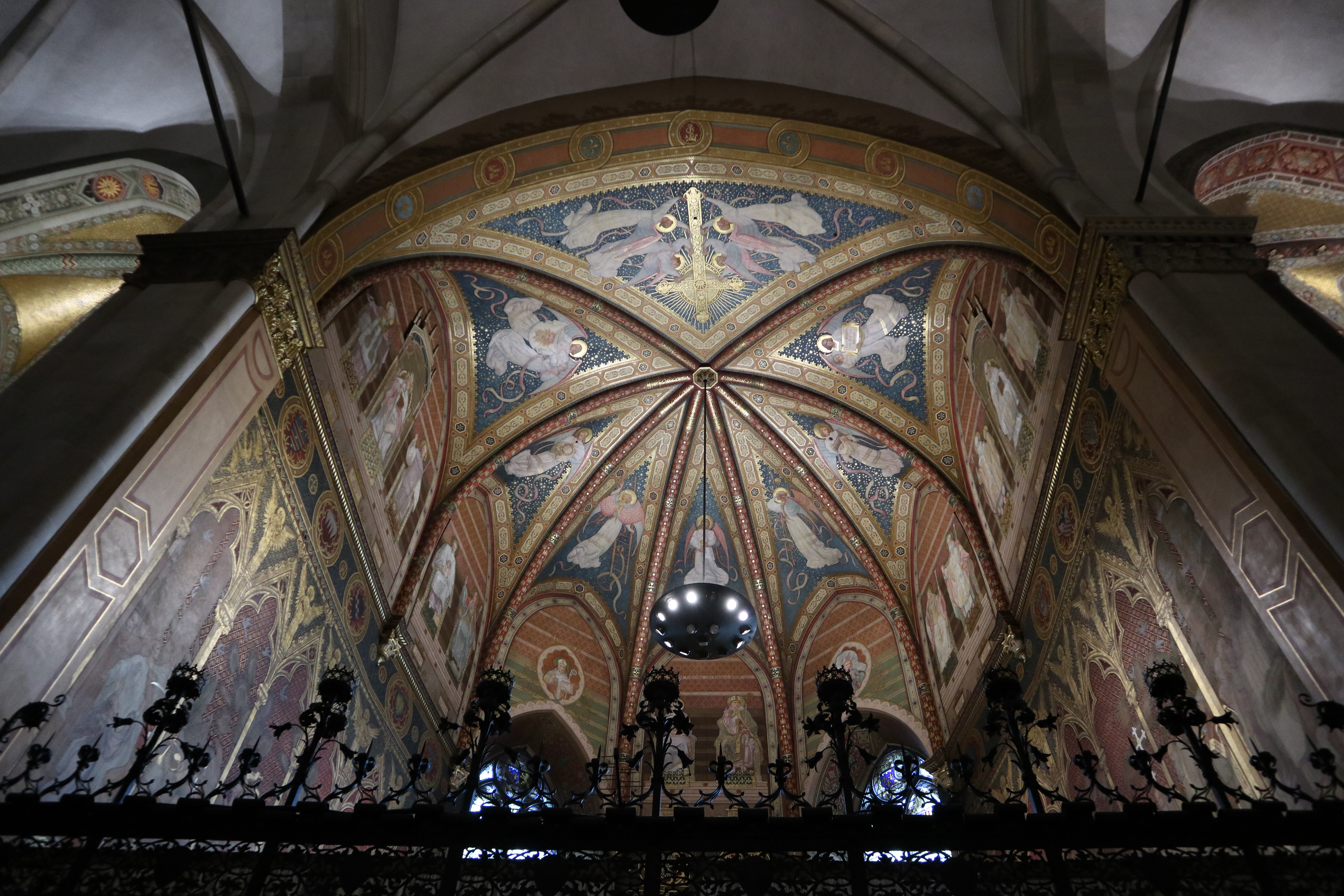
Chapelle française de la Basilique de Loreto.
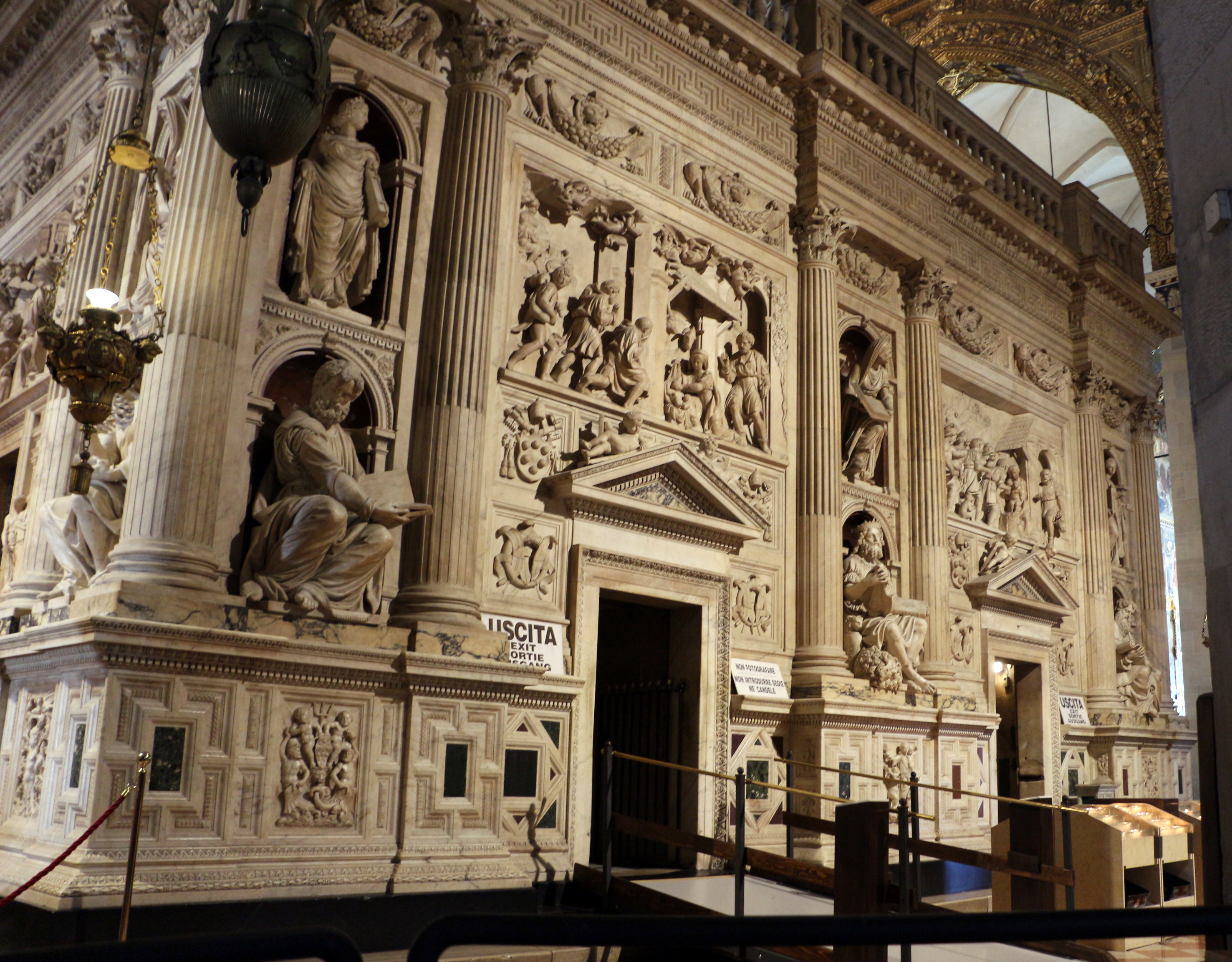
Sarcophage marmoréen de la Sainte Maison.
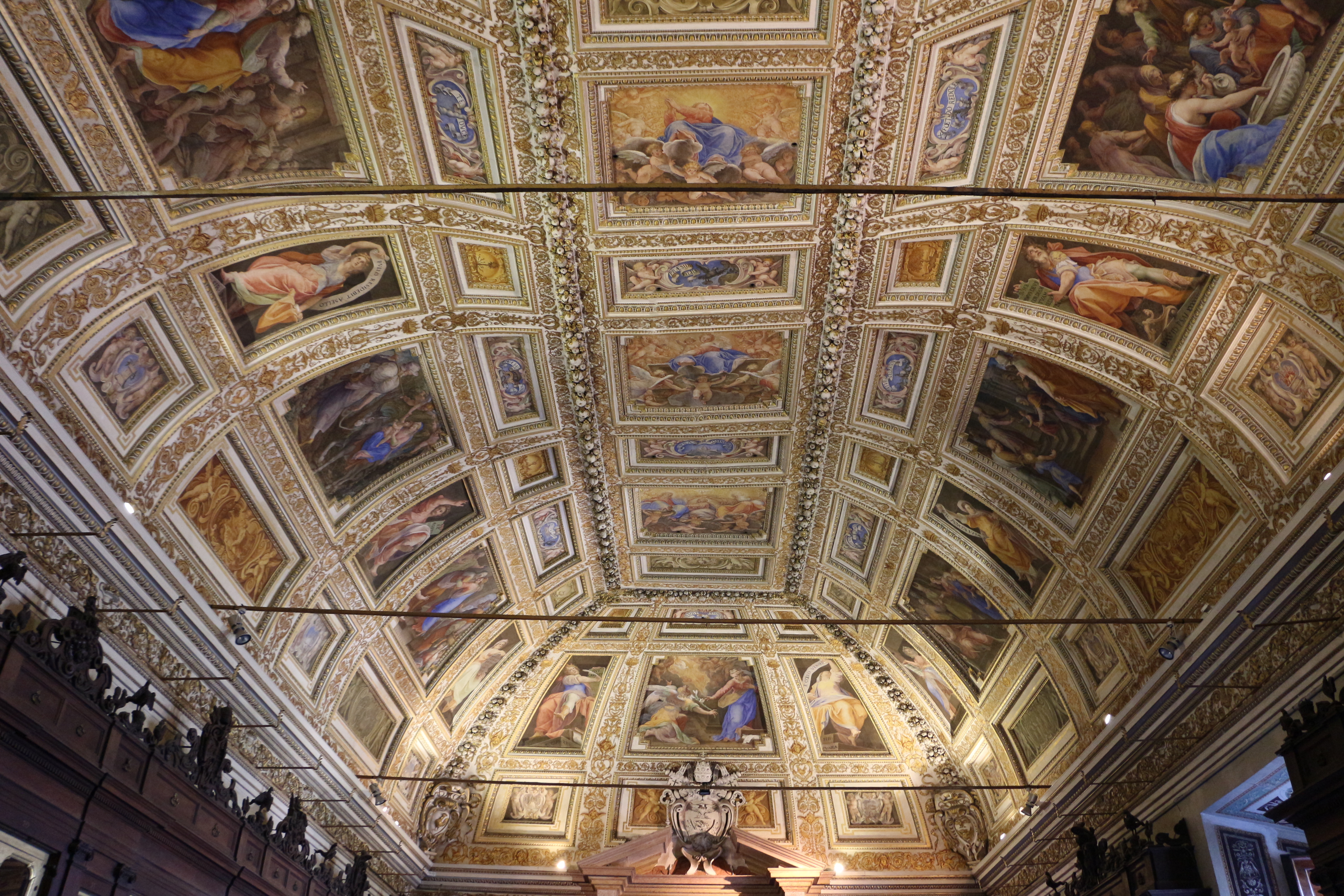
Salle du Pomarancio.

## Œuvres recensées dans la Basilique de Lorette
En 1765, le graveur et dessinateur Charles-Nicolas Cochin, dont l’œil était d’une grande finesse et qui comparait les deux versions de l’Annonciation du Baroche, recensait à l’intérieur de la Basilique les œuvres suivantes :

### Peintures
- Les toiles de Lorenzo Lotto conservées au Louvre (Le Christ et la femme adultère ainsi que l'Adoration de l'Enfant Jésus  avec la Vierge Marie et Joseph, Élisabeth et Joachim et trois Anges) ont été exposées dans la Basilique de la Sainte Maison.

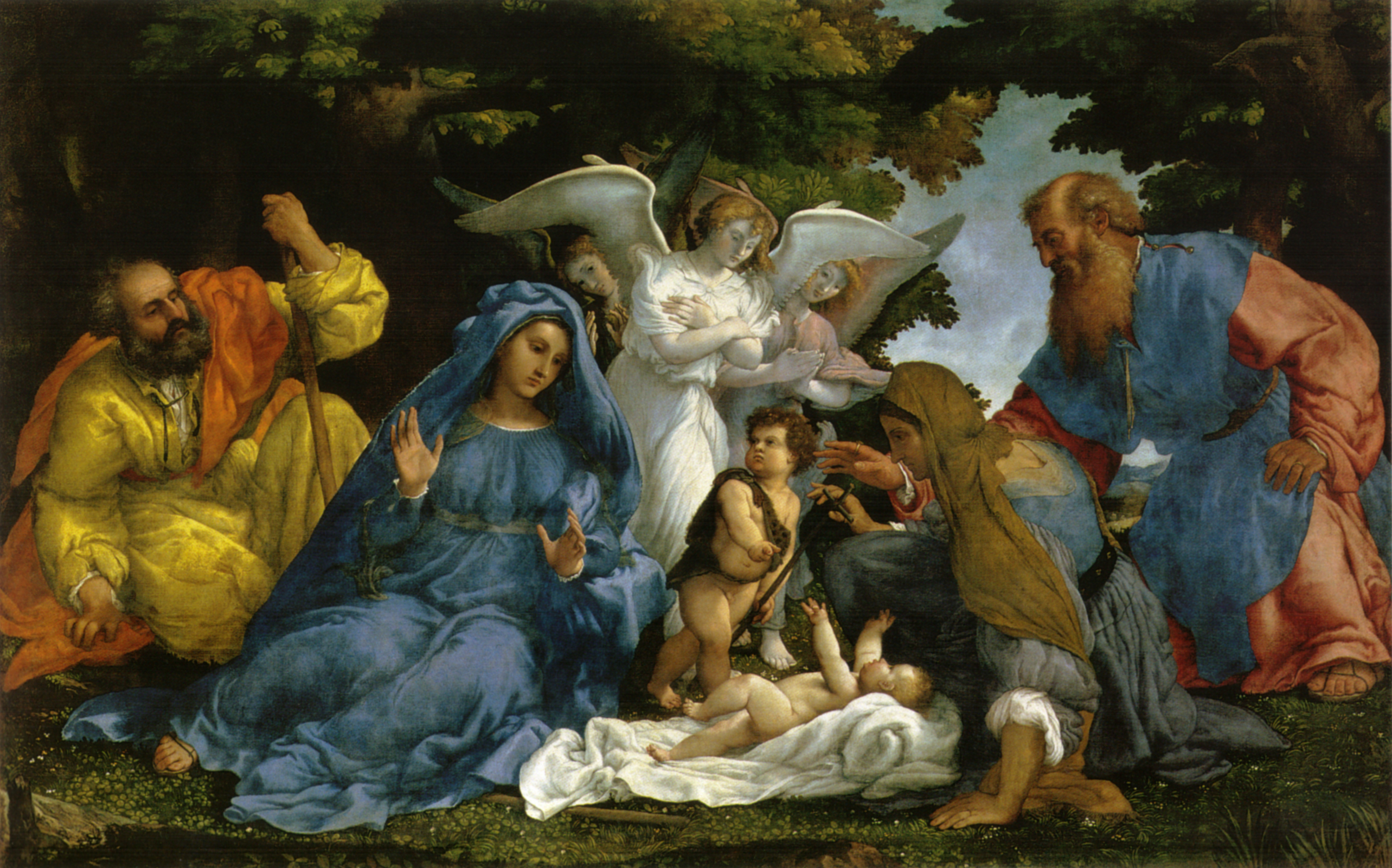
La Sainte Famille, avec trois anges, le petit saint Jean, sainte Élisabeth et saint Zacharie
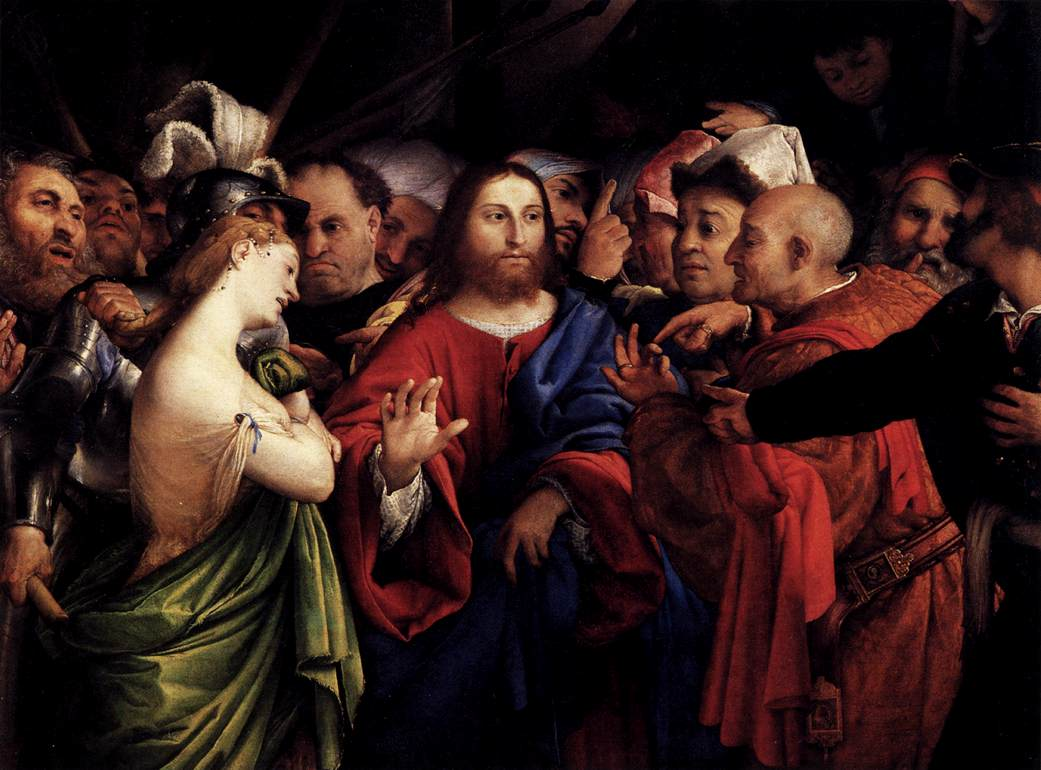
Le Christ et la Femme adultère.

De supposées répliques plus tardives sont demeurées dans la Basilique après une probable acquisition par Louis XIV avant 1683 et un certain M. de La Feuille en 1671. La réplique du Christ et de la femme adultère est aujourd'hui conservée au musée des Beaux-Arts de Nantes à la suite des spoliations napoléoniennes.

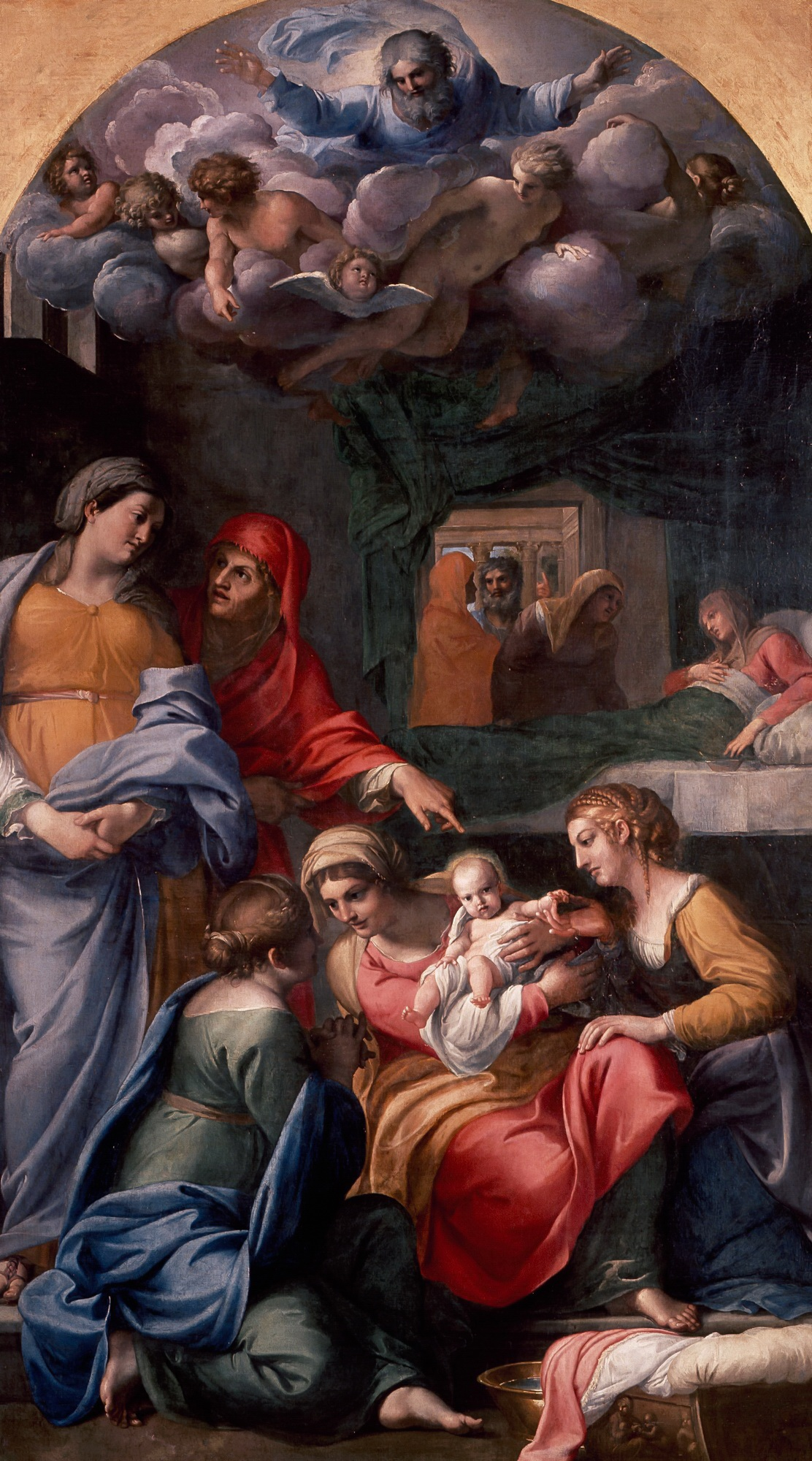
Naissance de la Vierge d’Annibale Carracci aujourd’hui conservé au Musée du Louvre

- Le tableau d’Annibale Carracci, la Naissance de la Vierge  aujourd’hui dans la galerie des peintures italiennes du Louvre[5] a été réalisé pour la basilique de Lorette et confisquée à la suite du traité de Tolentino. (cf spoliations napoléoniennes)
- La Vierge de Lorette de Raphaël. Les nombreuses copies de l’œuvre ont brouillé les pistes d’une œuvre originale également confisquée à la suite du traité de Tolentino.

- L'Annonciation originale de Federico Barocci, aujourd’hui conservée dans les musées du Vatican ainsi qu’une copie qui se trouve à Assise, étaient à l'origine à Pesaro et à Lorette, celle de Lorette était présente dans la même chapelle où étaient présentes les peintures de Taddeo et Federico Zuccari[6].
- La Cène de Simon Vouet aujourd'hui dans la pinacothèque du Palais apostolique se trouvait dans la Basilique-même.
- Trois Tableaux de Girolamo Muziano pour l’Autel de sainte Elisabeth.
- Un tableau de Filippo Bellini dans La Chapelle de l’Enfant-Jésus.
- Un tableau de Giovanni Baglioni dans La Chapelle du Secours.
- Un tableau du Pomarancio dans La Chapelle saint Charles.La Femme adultère de Titien à Glasgow entrée dans les collections écossaises après les spoliations napoléoniennes.

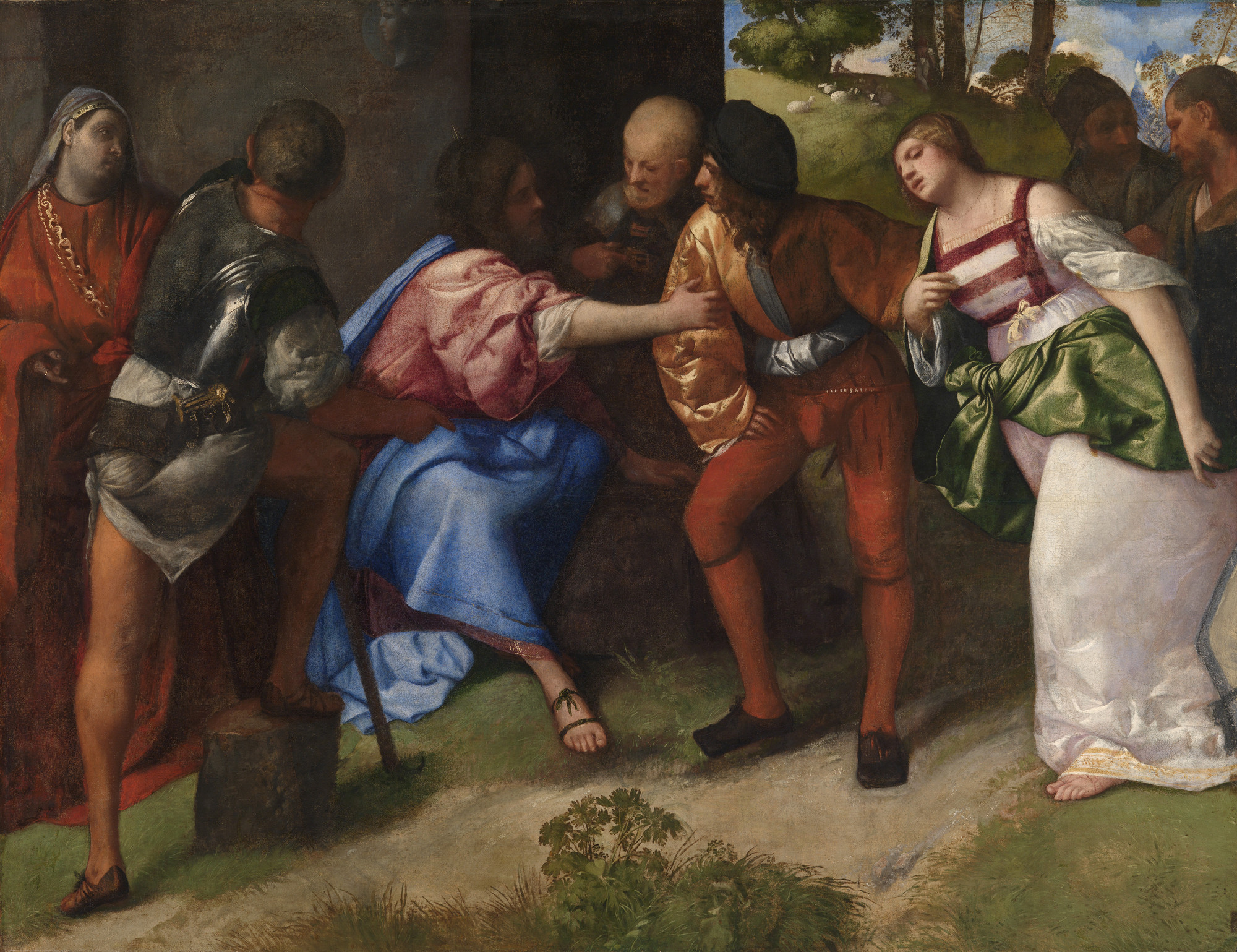
La Femme adultère de Titien à Glasgow entrée dans les collections écossaises après les spoliations napoléoniennes.

- Une immaculée conception de Filippo Bellini et une Nativité de la Vierge de Giovanni Battista della Marca (Giovanni.Batt. di Monte Nuovo).
- Selon Romain Colomb dans son journal d’un voyage en Italie[7], figuraient, dans la Sacristie de la Santa Casa, les tableaux du Scidone (probablement Bartolomeo Schedoni), du Corrège et d’Andrea Del Sarto, ainsi que celui attribué au Guido Reni (le Guide) toujours présent aujourd’hui dans l’Atrium de la Sacristie.
- Un certain Antoine Claude Pasquin dit Valéry parle de la présence dans la Basilique de la Santa Casa, dans son récit de voyage historique et littéraire, d’une femme adultère peinte par Titien. Mais le style du Titien alors proche de celui de Giorgione aurait peut-être probablement été confondu avec celui de Lorenzo Lotto.

- Pour le Jubilé 2020, le San Rocco, san Sebastiano e san Cristoforo de Lorenzo Lotto anciennement exposé dans le musée du Palais apostolique attenant a (ré)intégré la Basilique.

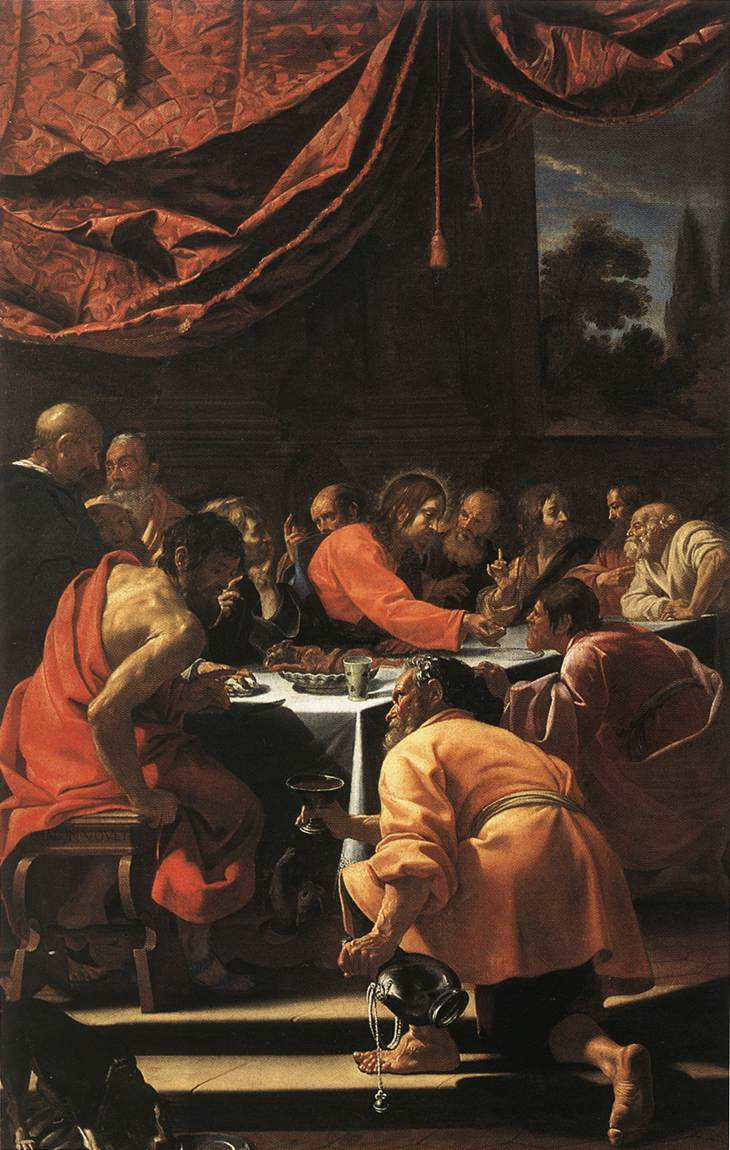
La Cène de Simon Vouet, Musée apostolique de Loreto
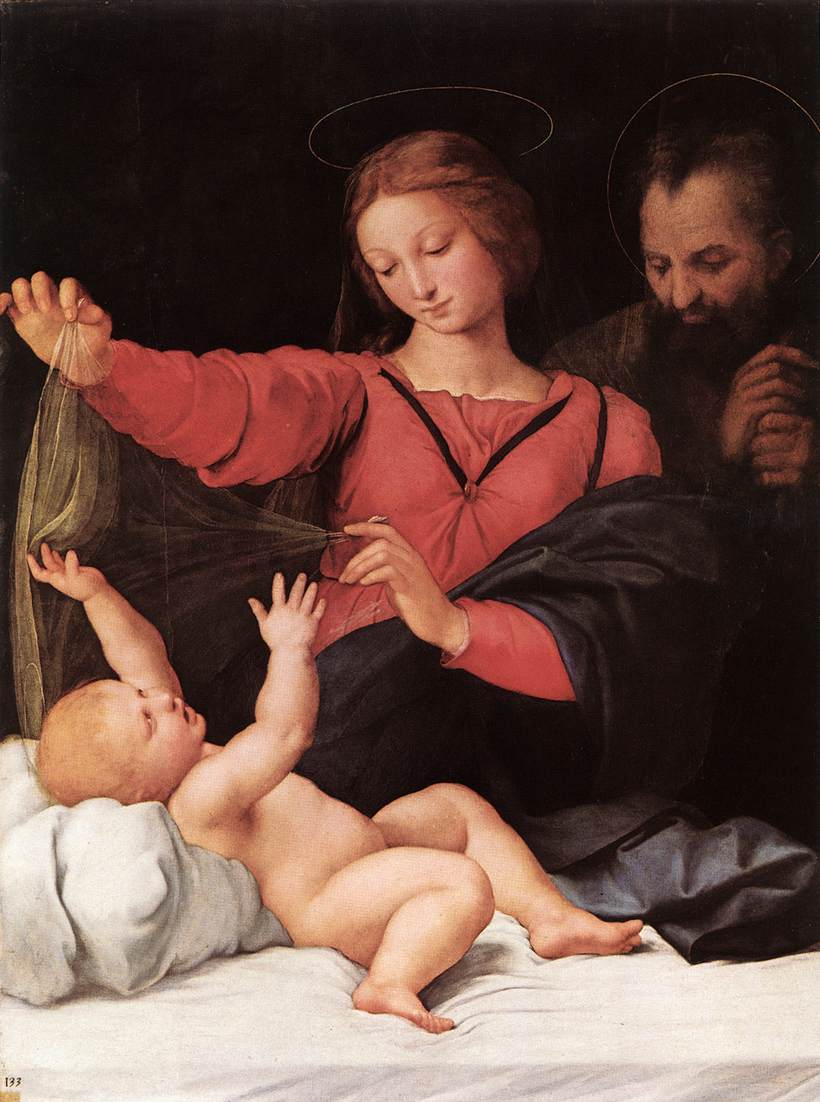
Madone de Lorette de Raphaël, Musée Condé de Chantilly

### Fresques
- Fresques de Piero della Francesca et Domenico Veneziano pour la "nouvelle sacristie » (probablement la Sacristie de la Cure. Inachevée pour cause de Peste. Et recouvertes par les fresques de Luca Signorelli.)
- Fresques de Luca Signorelli pour la Sacristie de la Cure. (1477-1480)
- Fresques de Melozzo da Forli et Marco Palmezzano pour la Sacristie Saint-Marc. (1484-1493)
- Fresques de Pellegrino Aretusi (ou Pellegrino da Modena) pour l’Autel de saint Jean Baptiste.
- Fresque de Cristoforo Roncalli dit le Pomarancio pour l’intérieur de la coupole (détruite presque totalement, quelques fragments sont conservés dans le Musée pontifical de la sainte Maison) et les Histoires de la Vie de la Vierge, 1606-1610 pour la salle du Trésor.

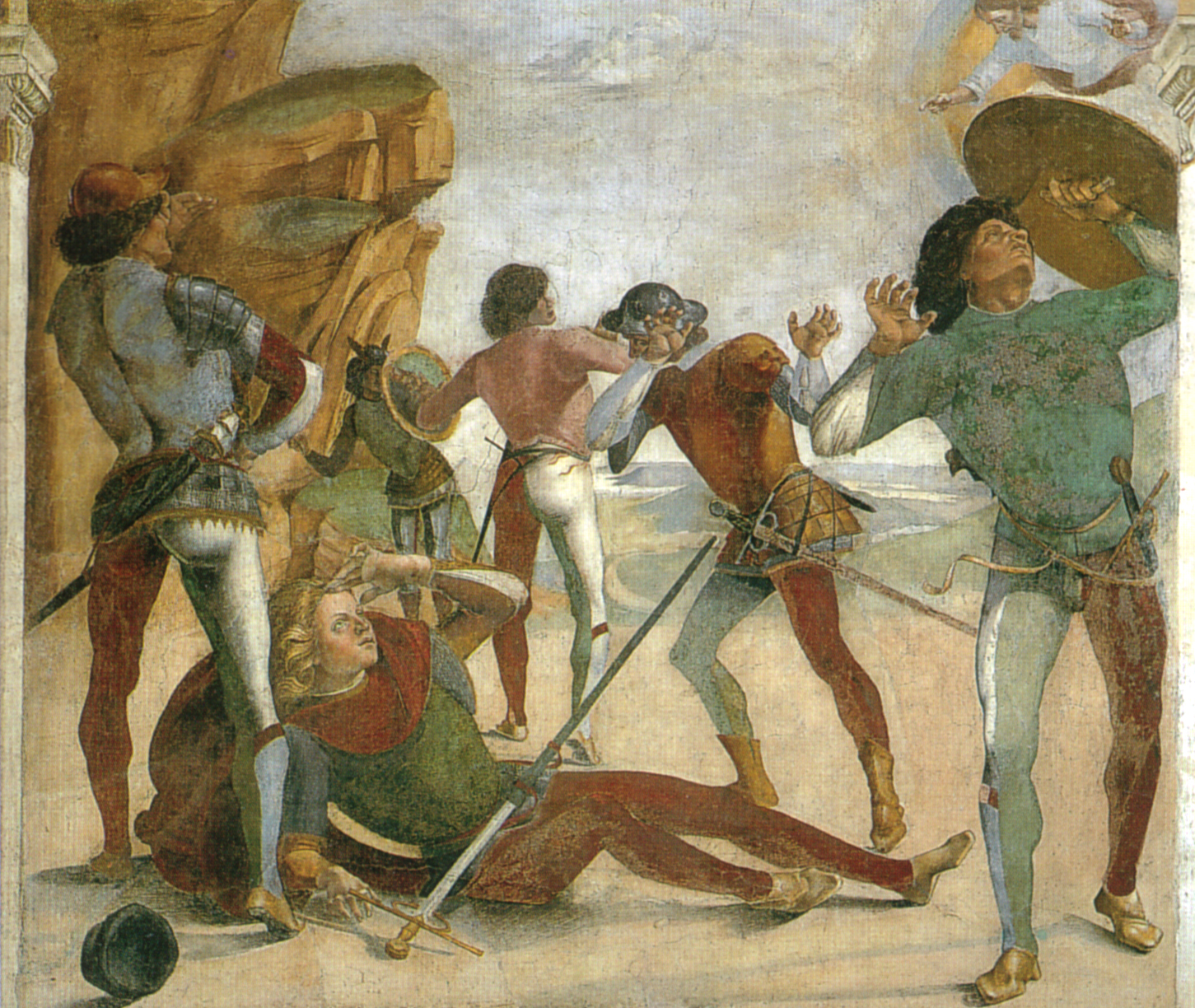
Détail. Conversion de saint Paul, Luca Signorelli, Sacristie de la Cure.
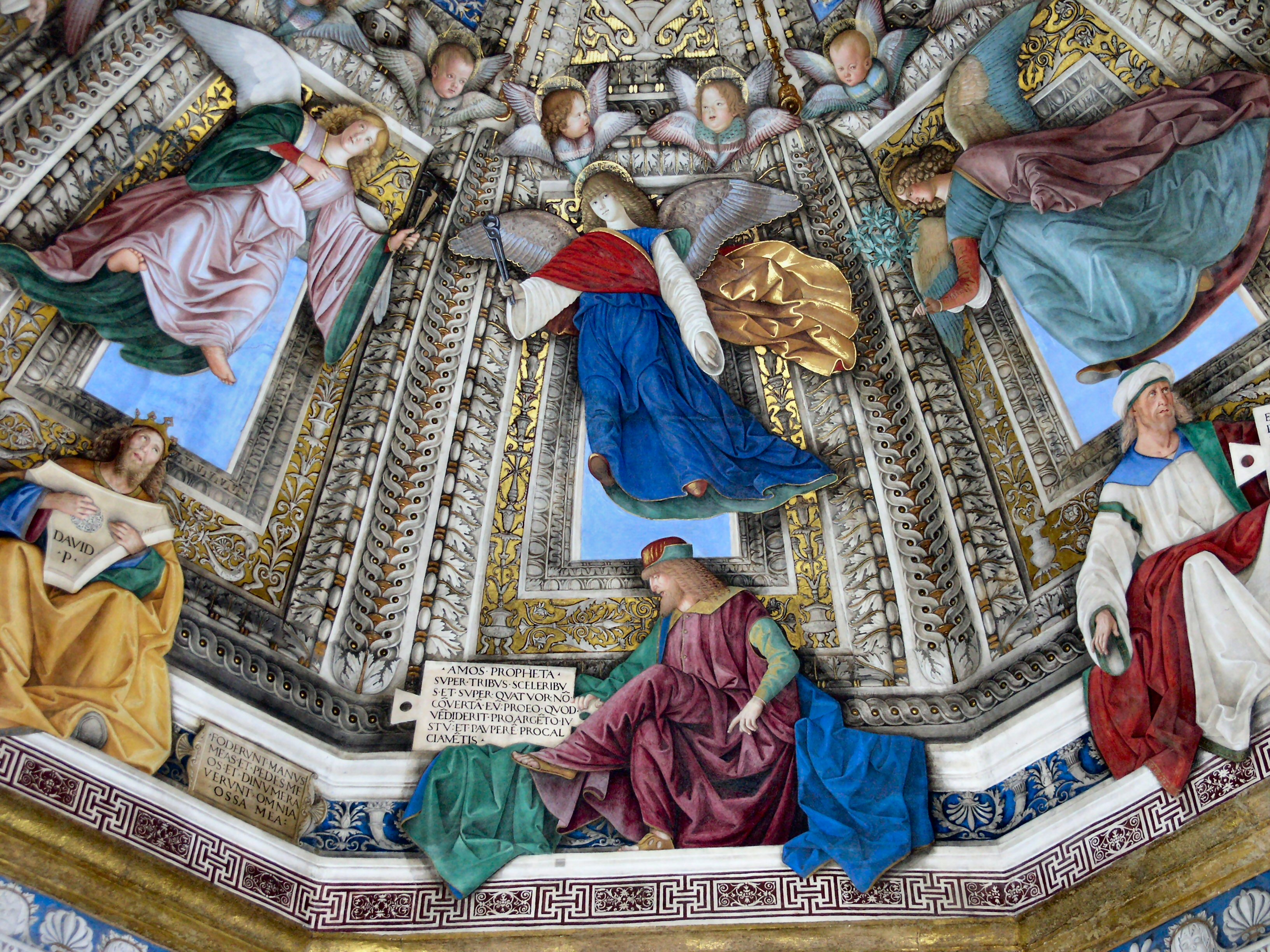
Sacristie de Saint-Marc de Melozzo da Forli 1477.
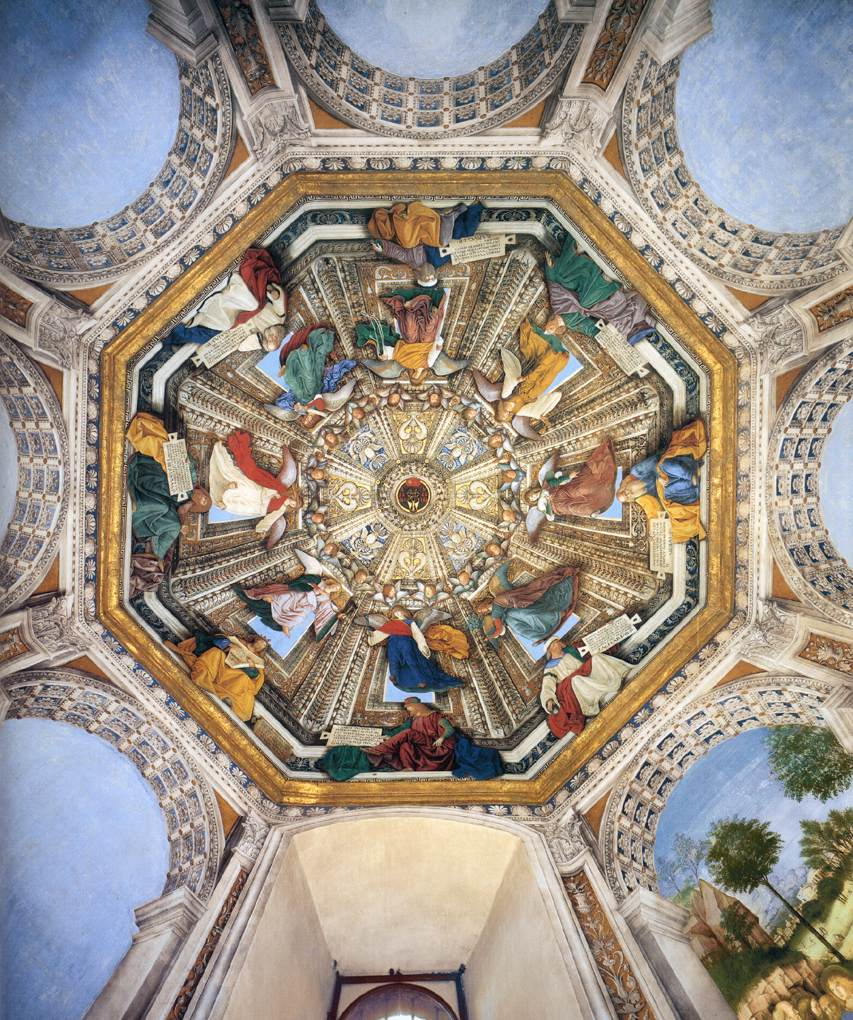
Voûte peinte de Melozzo da Forli.
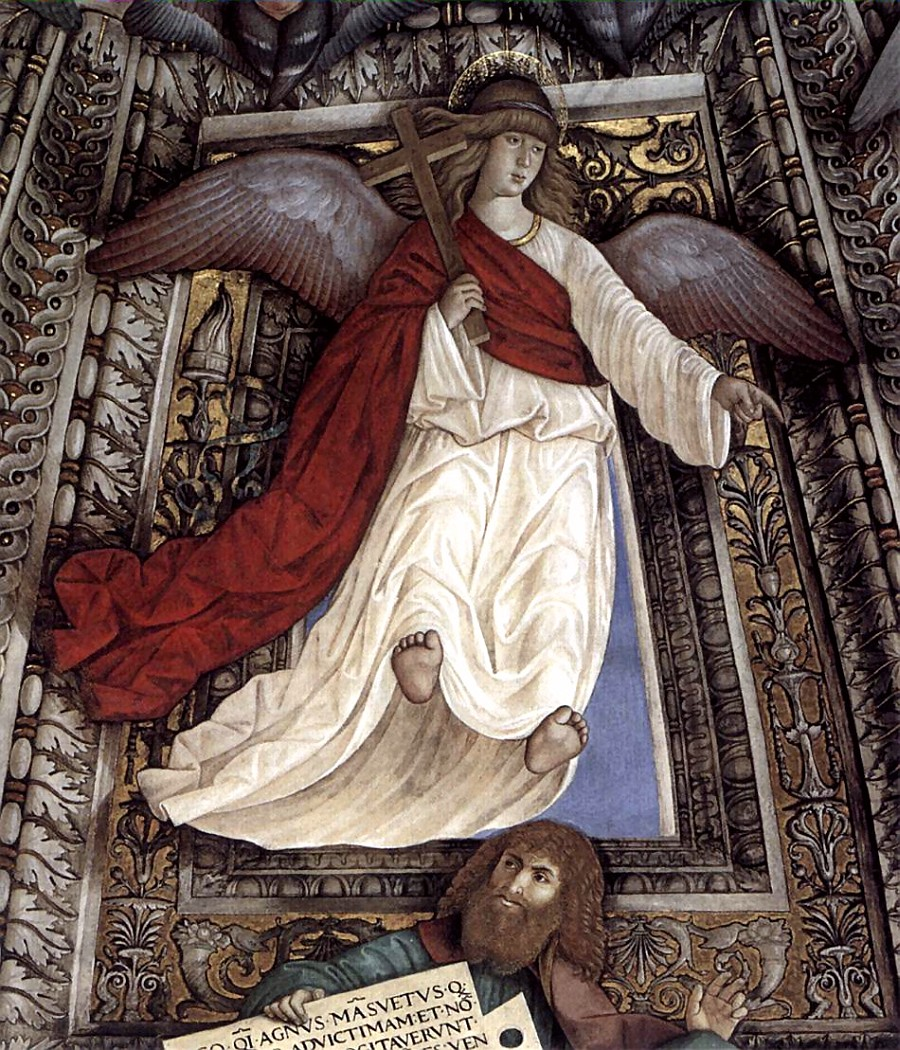
Anges de la Voûte de Melozzo da Forli.
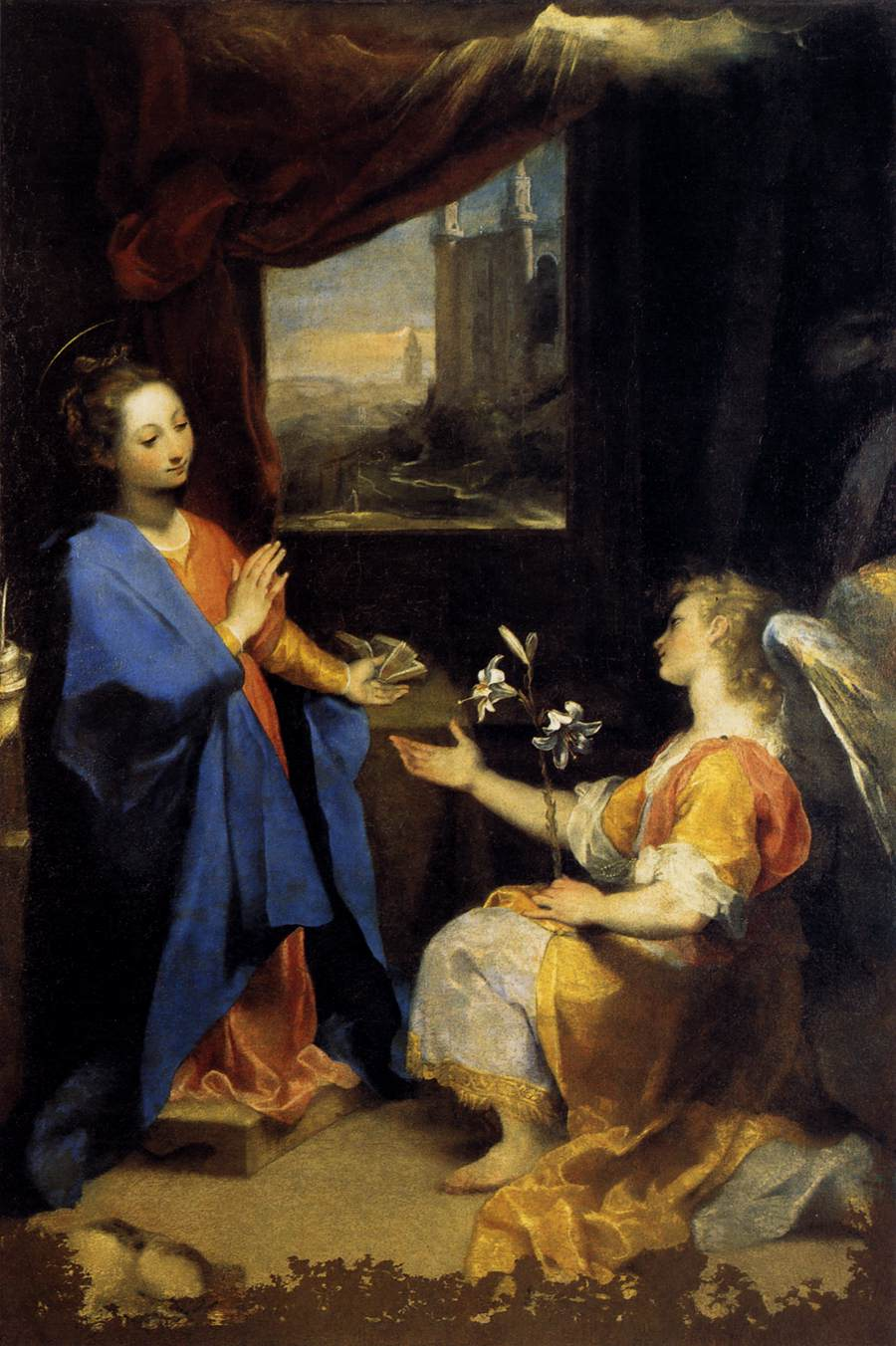
Annonciation de Federico Barocci, Musées du Vatican.
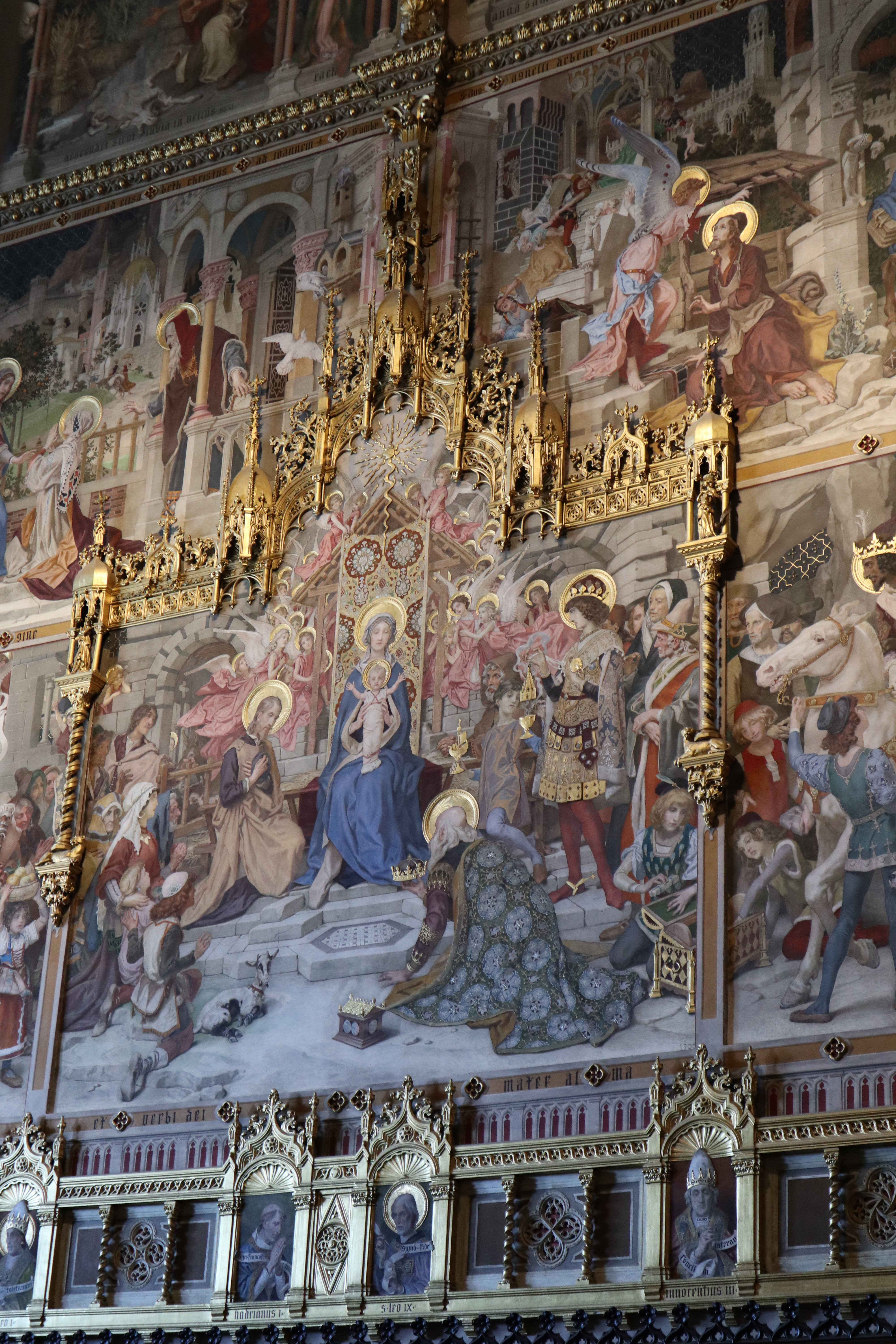
Chapelle Allemande.

### Sculptures
- Revêtement marmoréen de la Sainte Maison : Dessin général de Donato Bramante ; Les bas-reliefs et les sculptures du revêtement marmoréen sont de Baccio Bandinelli (1517-1518) ; Andrea Sansovino (1518-1523) ; Francesco da Sangallo et Domenico Aimo (1523-1536) ; Niccolo’ Tribolo (1533) ; Aurelio, Ludovico et Girolamo Lombardo (1543-1550)
- Sculptures et Terrecotte invetriate :
  - Lavabo de la Sacristie san Giovanni, vers 1480.
  - Lunette de San Matteo, en terracotta invetriata pour la porte de la sacristie du même nom, 1481.
  - Lunette de San Luca, en terracotta invetriata pour le porte de la sacristie du même nom, 1481
  - Lunette de San Giovanni, en terracotta invetriata pour la porte de la sacristie homonyme, 1481 (perdue, aujourd'hui copie en plâtre).
  - Lunette de San Marco, en terracotta invetriata pour la porte de la sacristie homonyme, 1481 (perdue, aujourd'hui copie en plâtre).

## Quelques éléments visuels sur l'évolution de la statue de la Madone de Lorette

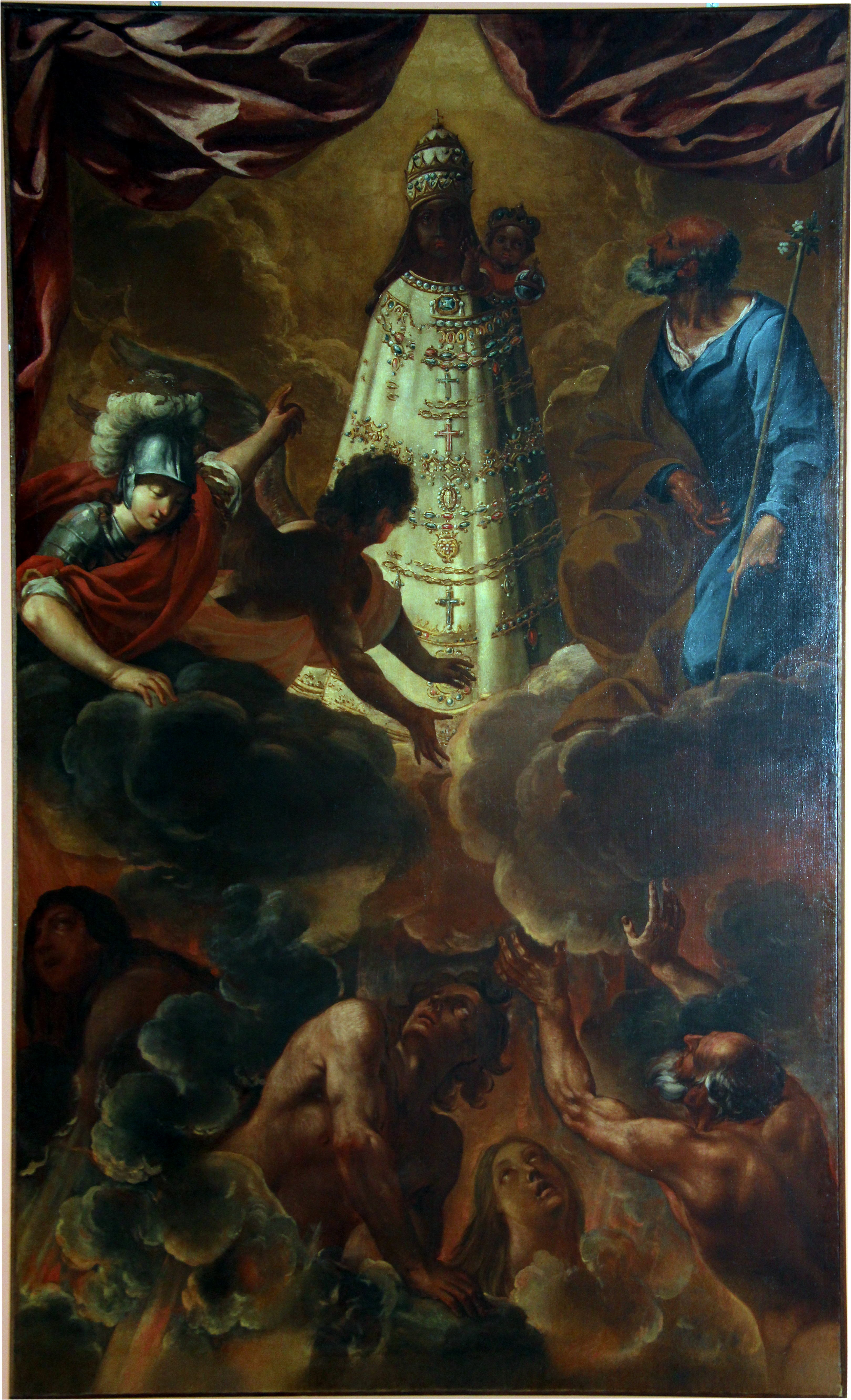
La statue telle qu'elle fut peinte par Giuseppe Ghezzi au XVII°siècle
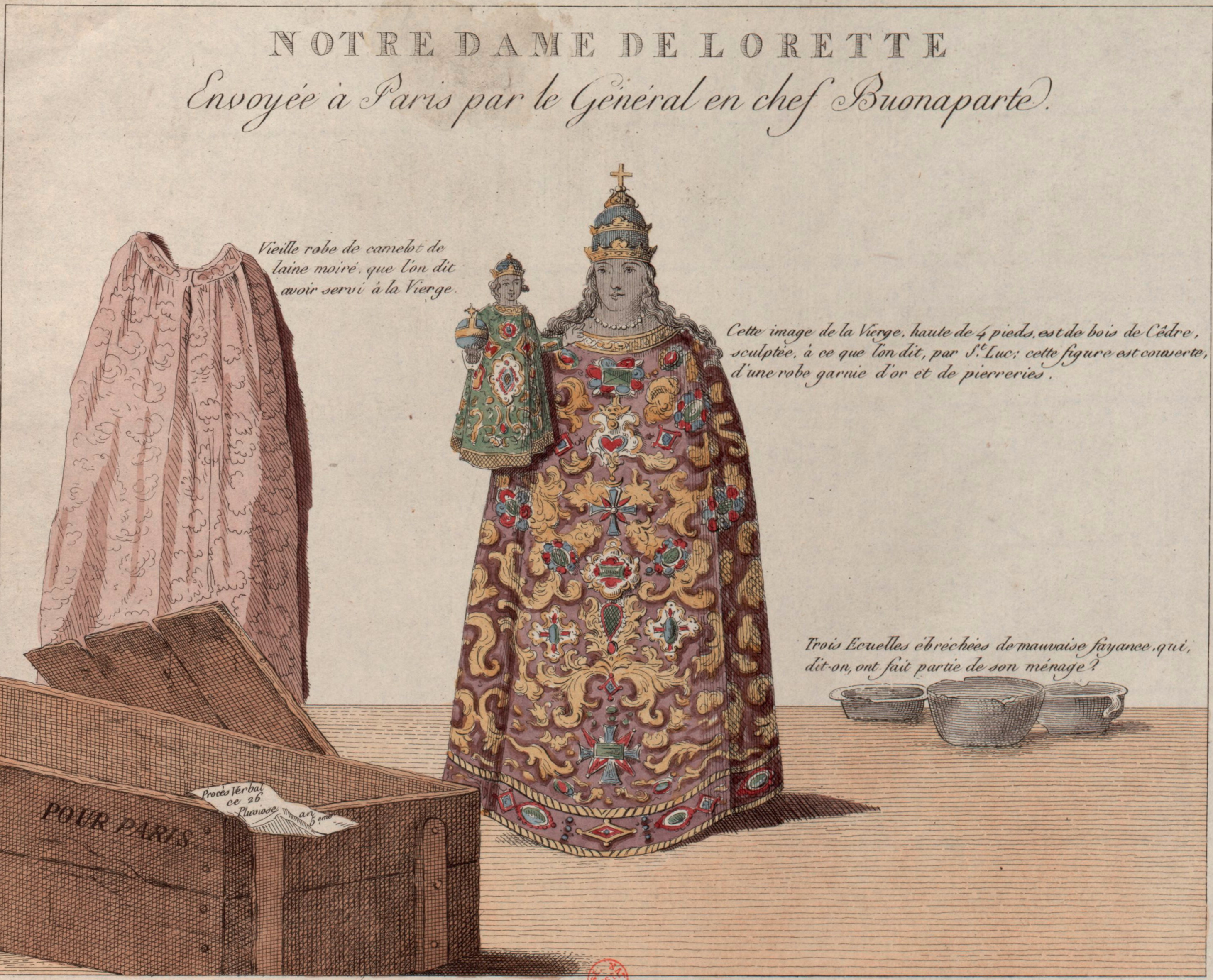
Statue de la Madone de Lorette avec saintes reliques telle que dessinée en 1797 pendant les spoliations napoléoniennes. Le dessin relativement peu réaliste ne laisse pas penser qu’il puisse s’agir d’une statue du Trecento ou du Quattrocento.
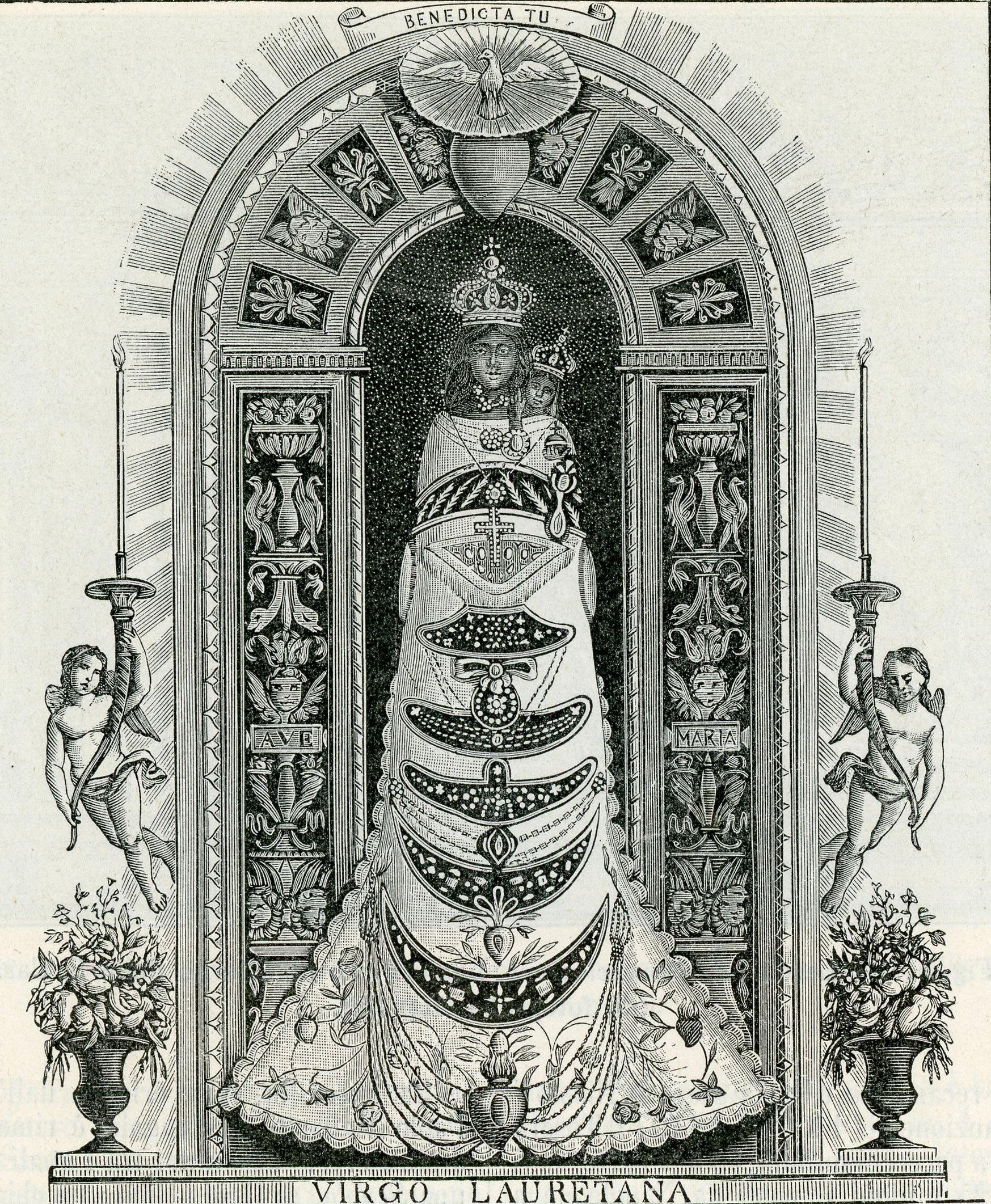
Gravure représentant la statue de la Madone de Loreto en 1898, et conforme à une photographie de 1913 de la statue par Edward Hutton. Ce qui atteste que la statue emportée par Napoléon n’est plus la même que celle exposée avant l’incendie de 1921.

## Une cheminée FrançoisIerau musée de Cluny
Le photographe français Louis Parnard (1840-1893) a photographié à la fin du XIXe siècle une cheminée renaissance datant de François Ier du musée de Cluny dont le bas-relief supérieur représente deux épisodes de la sainte Maison de Lorette : sa translation depuis Nazareth et son installation sur la colline de Lorette. Elle témoigne de l’importance du culte de la Madone de Lorette dans la France du XVIe siècle. Le musée de Cluny ne recense plus cet objet sur son site, remplacé semble-t-il par une cheminée non historiée du Mans.

## La Maison de Nazareth par Zurbaran
La Maison de Nazareth est un tableau réalisé par le peintre espagnol Francisco de Zurbarán vers 1635-1640. Cette huile sur toile représente Marie regardant Jésus, encore enfant, se piquer avec une couronne d'épines. L'œuvre est conservée au Cleveland Museum of Art, à Cleveland. Le tableau fait partie des « 105 œuvres décisives de la peinture occidentale » constituant le musée imaginaire de Michel Butor.

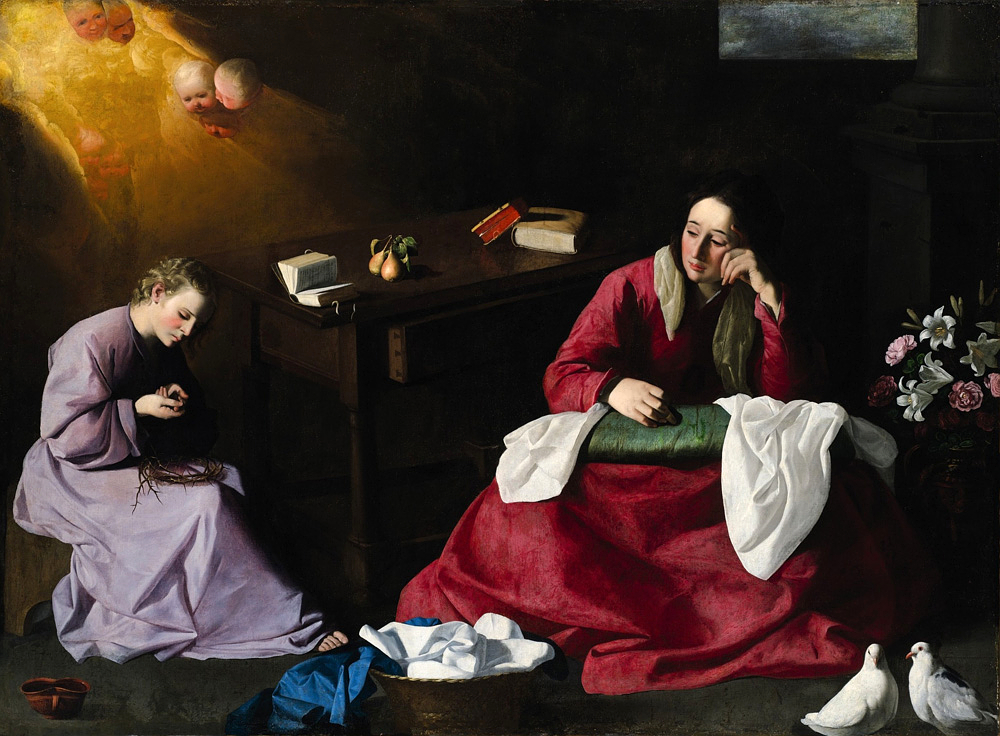
La Maison de Nazareth par Zurbaran

#### Architectes
- Bramante ; Giuliano da Sangallo ; Baccio Pontelli ; Giuliano da Maiano

#### Peintres
- Melozzo da Forli ; Luca Signorelli ; Federico Zuccari ; Lorenzo Lotto ; Cristoforo Roncalli ; Cesare Maccari

#### Sculpteurs
- Baccio Bandinelli ; Andrea Sansovino ; Francesco da Sangallo ; Niccolo’ Tribolo ; Girolamo Lombardo ; Tiburzio Vergelli ; Antonio Calcagni

#### Autres articles connexes
- Liste d'oeuvres représentant la Madone de Lorette
- Musée pontifical de la Sainte Maison de Lorette
- Sainte Maison de Lorette
- Lorette (Italie)
- Notre-Dame-de-Lorette (édifices et lieux internationaux)
- Pèlerinage de Lorette
- Litanies de Lorette
- Translation de la Sainte Maison de Lorette ;
- La Madone des pèlerins du Caravage.
- Les églises dans les Marches